# (7639) Offutt
(7639) Offutt est un astéroïde de la ceinture principale.

## Description
(7639) Offutt est un astéroïde de la ceinture principale. Il fut découvert le 21 février 1985 à Harvard par l'Observatoire Oak Ridge. Il présente une orbite caractérisée par un demi-grand axe de 3,24 UA, une excentricité de 0,12 et une inclinaison de 0,7° par rapport à l'écliptique.

## Compléments